# Maxime Blasco
Pour les articles homonymes, voir Blasco.
Maxime Blasco, né le 4 décembre 1986 à Grenoble et mort le 24 septembre 2021 près de Gossi au Mali dans le cadre de l'Opération Barkhane, est un militaire français, caporal-chef du 7e BCA de Varces. Mort pour la France, il est promu au grade de sergent.

## Biographie
Maxime Blasco naît le 4 décembre 1986 à Grenoble, Isère.
Après avoir suivi une formation de pâtissier, il s'engage dans l'armée le 1er août 2012 pour servir au  7e bataillon de chasseurs alpins. Après sa formation initiale, au cours de laquelle il s'est rapidement distingué, il valide une formation de tireur de précision, puis plus tard de tireur d'élite au sein du Groupement de commandos de montagne.
En 2014, il intervient en République centrafricaine, lors de l'Opération Sangaris, où il participe à des actions de combats. Il est ensuite déployé au Tchad et au Sénégal,. Il reçoit à 4 reprises la Croix de la Valeur Militaire.
De septembre 2016 à janvier 2017, il sert une première fois au Mali, dans le cadre de l'opération Barkhane, et participe à plusieurs missions d'infiltration contre les groupes djihadistes. Il est déployé une deuxième fois au Mali de septembre 2017 à janvier 2018 où, selon l'armée française, il s'illustre à deux reprises, « d'abord, en participant de nuit à l’assaut d’une maison abritant cinq djihadistes armés où, en tête du dispositif d’assaut, il se trouve face à quatre ennemis qu’il fait prisonniers », puis lors d'une autre opération, où il contribue « à la saisie d’un dépôt important d’armes et d’explosifs où, après une infiltration en zone hostile, il participe à la neutralisation des sentinelles ennemies ».  
Lors de son troisième déploiement, de mai à septembre 2018, il est tireur embarqué sur hélicoptère Gazelle. Il immobilise notamment un convoi de véhicules lors d'une opération. 
En mai 2019, il débute sa quatrième projection au Mali. En juin, il participe à Opération Aconit, au sud de Ménaka. Le soir du 13 juin, les commandos montagne engagent un combat au sol contre une trentaine de djihadistes de l'État islamique dans le Grand Sahara retranchés dans la forêt d'Azambara. Le matin du 14 juin, alors que des combats se poursuivent dans la forêt d'Azambara, l'hélicoptère Gazelle de Maxime Blasco est touché par des tirs de mitrailleuse Kalachnikov PKM qui provoquent un incendie et contraignent l'appareil à faire un atterrissage d'urgence,. Les trois militaires à bord, un pilote, un chef de bord et Maxime Blasco sont blessés, mais celui-ci, plus légèrement touché, parvient à extraire ses camarades du Gazelle avant qu'un hélicoptère Tigre n'arrive à leur secours. Le crash ayant eu lieu non loin de la zone des combats et le Tigre étant une machine biplace, les deux blessés les plus graves sont évacués selon une procédure d'« immédiate extraction » (IMEX) ainsi, les pilotes de l'hélicoptère Tigre, ayant pris les mauvaises sangles, les blessés ont du être déposés à l'extérieur de l'appareil, près du train d'atterrissage,. Blessé au dos et souffrant de multiples fractures vertébrales, Maxime Blasco est rapatrié en France le 18 juin 2019.
Pour ce sauvetage, il est décoré de la croix de la Valeur militaire avec étoile de vermeil, puis, le 18 juin 2021, au mont Valérien, de la médaille militaire par le président Emmanuel Macron,. 

### Décès et hommages
Maxime Blasco trouve la mort le 24 septembre 2021, lors d'une opération contre le Groupe de soutien à l'islam et aux musulmans au sud-est de Ndaki, près de Gossi, au Mali,. Lors de ce combat, les commandos sont attaqués à courte distance par des djihadistes embusqués et Maxime Blasco est touché à la tête par un tireur qui est ensuite abattu. Très grièvement blessé, il succombe rapidement à ses blessures.
Un hommage national lui est rendu le 29 septembre 2021 aux Invalides, présidé par Emmanuel Macron, au cours duquel il est fait officier de la Légion d'honneur et est élevé au grade de sergent, à titre posthume.

## Vie privée
Maxime Blasco est père d'un enfant de 8 ans, qui devient pupille de la Nation. 
Sa compagne fait une demande de mariage posthume, qui suppose une autorisation du président de la République.

## Distinctions
À titre posthume
- Officier de la Légion d'honneur (à titre posthume, le 29 septembre 2021, promu directement officier)[11]
- Croix de la Valeur militaire, avec une palme de bronze

Pendant l'active
- Médaille militaire (le 18 juin 2021, remise par Emmanuel Macron au Mont Valérien)[12]
- Croix de la Valeur militaire, avec 4 citations (3 étoiles de bronze et 1 étoile de vermeil)
- Médaille des blessés de guerre
- Croix du combattant
- Médaille d'Outre-Mer, avec agrafes
- Médaille de la Défense nationale, échelon or, avec étoile d’argent
- Médaille de la Défense nationale, échelon argent, avec agrafes
- Médaille de reconnaissance de la Nation, avec agrafe